# Греч (Мехедінць)
Греч (рум. Greci) — село у повіті Мехедінць в Румунії. Входить до складу комуни Греч.
Село розташоване на відстані 237 км на захід від Бухареста, 36 км на схід від Дробета-Турну-Северина, 61 км на північний захід від Крайови.

## Населення
За даними перепису населення 2002 року у селі проживали 717 осіб, усі — румуни. Усі жителі села рідною мовою назвали румунську.